# Тютюшкін Семен Фокович
Семен Фокович Тютюшкін (16 квітня 1901, Єлисаветград — 25 листопада 1980, Кіровоград) — машиніст-інструктор колони паровозів № 12 спеціального резерву Народного комісаріату шляхів сполучення СРСР, Герой Соціалістичної Праці.

## Біографія
Народився в 16 квітня 1901 року в місті Єлисаветграді (нині Кропивницький), в родині робітника. Росіянин. Закінчив чотири класи школи, і з 12 років почав працювати на заводі.
У 1917 році прийшов працювати в депо залізниці станції Єлисаветград, був учнем слюсаря, слюсарем. З 1922 по 1924 рік служив у Червоній Армії, після чого повернувся до рідного міста. Став помічником машиніста, а в 1930 році — машиністом.
З початком радянсько-німецької війни водив ешелони з військами.
У жовтні 1942 року, як досвідчений машиніст, був направлений в сформовану на станції Кашира Московсько-Донбаської залізниці колону № 12 спеціального резерву Наркомату шляхів сполучення. Ентузіазм Тютюшкіна та інших залізничників сприяв достроковому запровадженню колони в лад. Незабаром колона була відправлена під Сталінград, і перебувала під там до повного розгрому німецького угруповання.
Указом Президії Верховної Ради СРСР від 5 листопада 1943 року «за особливі заслуги у забезпеченні перевезень для фронту і народного господарства і видатні досягнення у відбудові залізничного господарства у важких умовах воєнного часу» Тютюшкіну Семену Фоковічу присвоєно звання Героя Соціалістичної Праці з врученням ордена Леніна і  Золотої медалі «Серп і Молот». (№ 136)
З квітня 1944 року і до Перемоги над Німеччиною спецколона № 12 дислокувалася на ділянці Барановичі-Брест-Білосток-Варшава, забезпечуючи постачання частин 2-го Білоруського фронту. У листопаді 1944 року Тютюшкіну було присвоєно звання інженер-лейтенант тяги.
У 1946 році повернувся до рідного міста. Працював у депо станції Кірово-Українська (нині — Кропивницький) Одеської залізниці. До виходу на пенсію у 1956 році працював машиністом, черговим по депо. Помер 25 листопада 1980 року.
Нагороджений двома орденами Леніна, медалями, знаками «Почесний залізничник» і «Відмінний паровозник».